# ベンヤミン・ファン・レール
ベンヤミン・ファン・レール（Benjamin van Leer, 1992年4月9日 - ）は、オランダ・ユトレヒト州ハウテン出身のサッカー選手。スパルタ・ロッテルダム所属。ポジションはゴールキーパー。
ベニヤミン・ファン・レーアと表記されることもある。

## 経歴
2014年、ローダJCへ完全移籍。同クラブでは正GKとしてリーグ戦70試合に出場した。2017-18シーズンより、ディーデリク・ブールが退団したアヤックス・アムステルダムに移籍することが発表された。